# Sorge (Harz)
Sorge is een plaats en voormalige gemeente, (thans een deelgemeente van Oberharz am Brocken) in de Duitse deelstaat Saksen-Anhalt, gelegen in de Landkreis Harz. In 2014 telde Sorge 85 inwoners.
Bij de plaats werd ijzer gemaakt en werd voor het eerst in 1224 genoemd als Niedervogelsfelde. De eigenlijke smelterij Sorge, en daarmee de stadsnaam, ontstond pas aan het begin van de 16e eeuw. In 1506 werd een smeltermeester van Sorge vermeld. De inwoners leefden van de productie van houtskool en de veeteelt.
Met de opening van de Harzquerbahn in 1899 kreeg Sorge aansluiting op het spoorwegnet. Later in dat jaar kwam ook een zijtak van de Südharzbahn gereed. Na de Tweede Wereldoorlog en de deling van Duitsland stopten alleen nog treinen van de Harzquerbahn in Sorge. Het stationsgebouw werd in 1975 gesloopt. In 1974 werd in het centrum een nieuwe halte voor de Harzquerbahn gebouwd.
Sorge lag tussen 1945 en 1990 aan de Duits-Duitse grens. Vanaf 1952 was de plaats zonder ontheffing niet toegankelijk. De grens zelf werd zwaar bewaakt en op 8 december 1979 werd de 15-jarige scholier Heiko Runge door twee Oost-Duitse grenswachten doodgeschoten. Pas na de Duitse hereniging in 1993 werd het plaatsje weer opengesteld.
Sorge is nu een toeristenbestemming en een halteplaats aan de Harzquerbahn. In de plaats bevindt zich ook het Grenzmuseum Sorge. Dit museum heeft een kleine expositie in het stationsgebouw in Sorge en ten westen van de bebouwing ligt een buitenmuseum. Hier zijn nog enkele onderdelen van de voormalige grens te zien, waaronder grenshekken met prikkeldraad, een uitkijkpost en een wachttoren.

## Gallerij

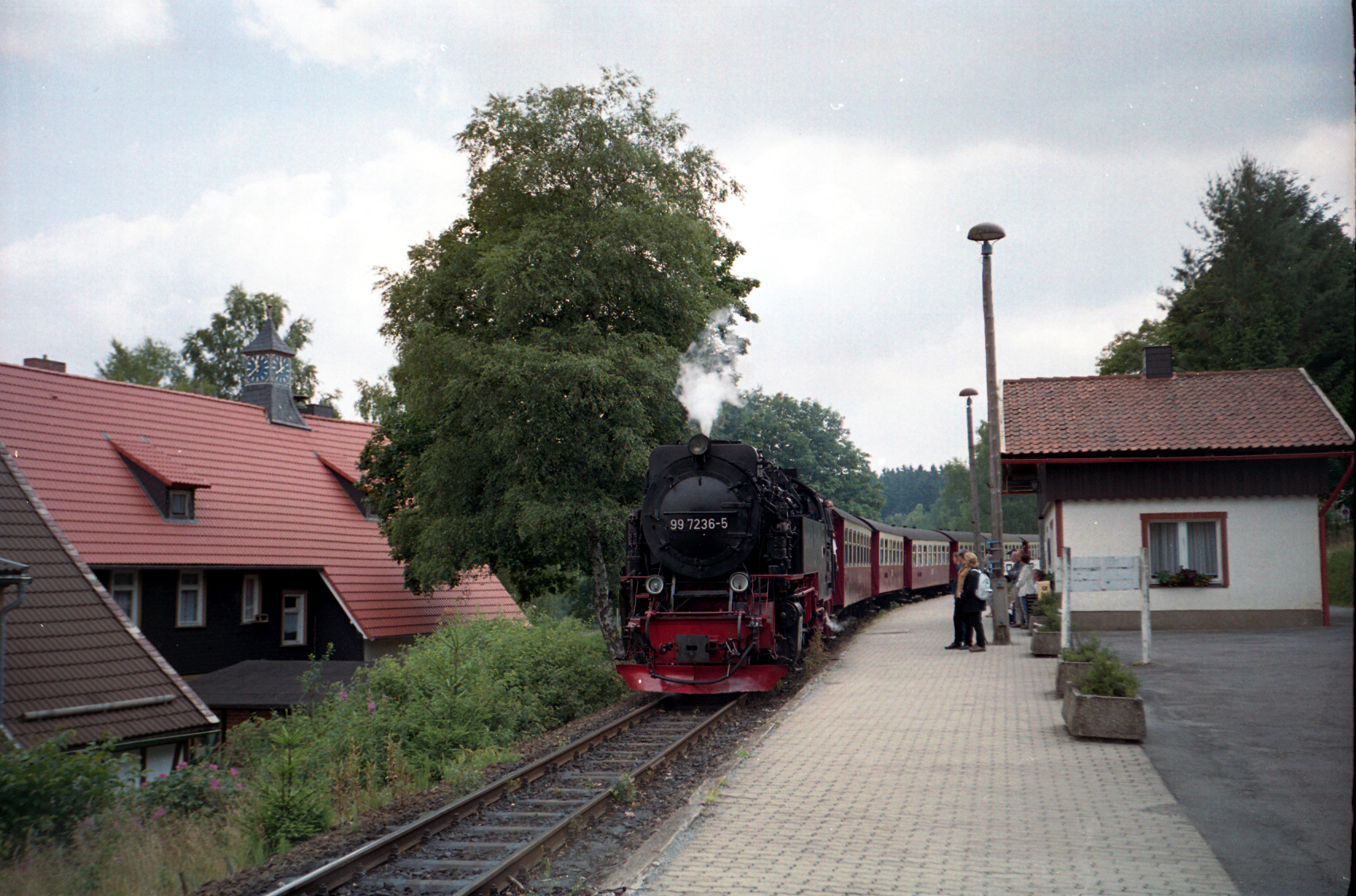
Halte van de Harzquerbahn
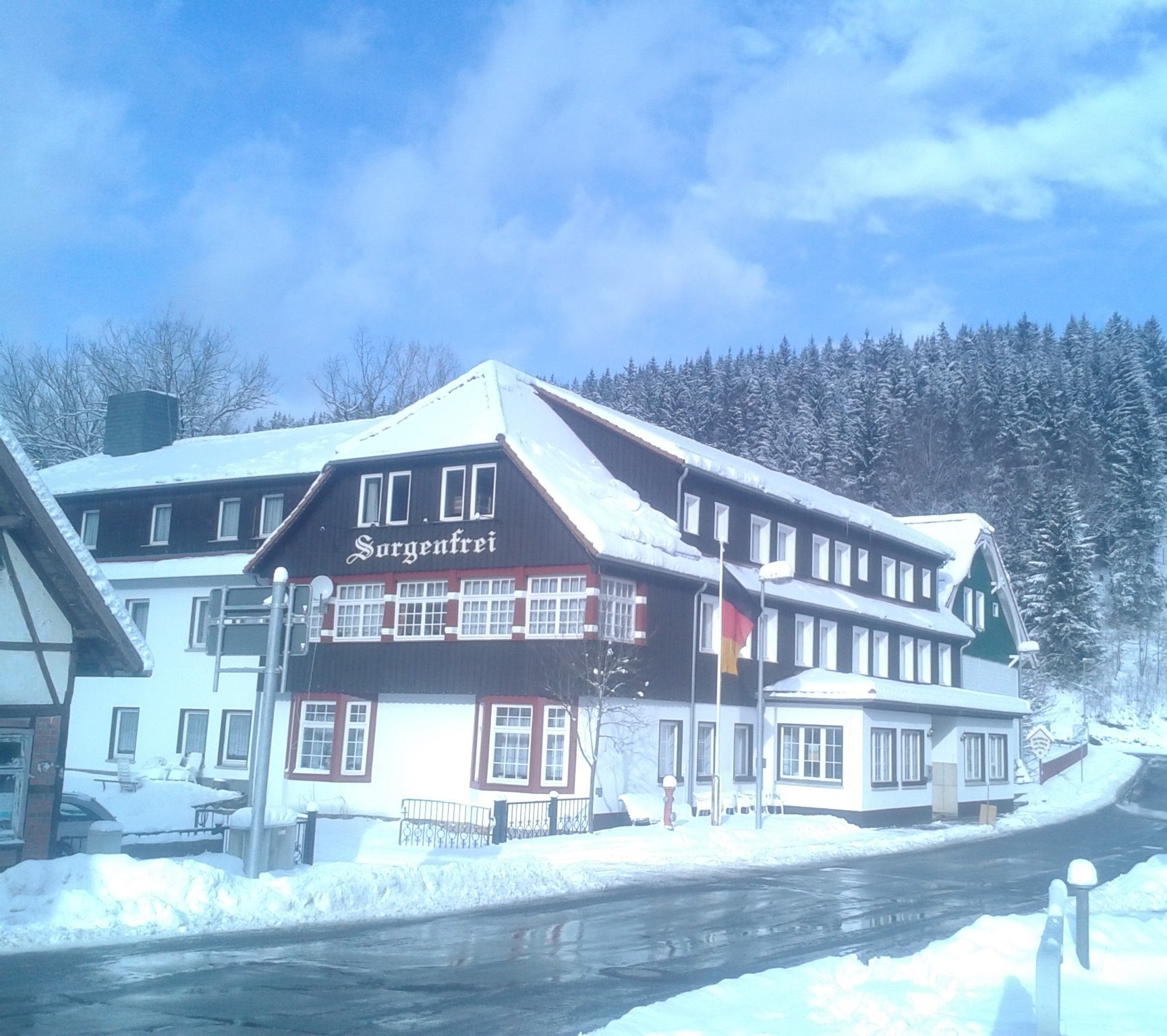
Het uit 1771 daterende vakantiewoning Sorgenfrei
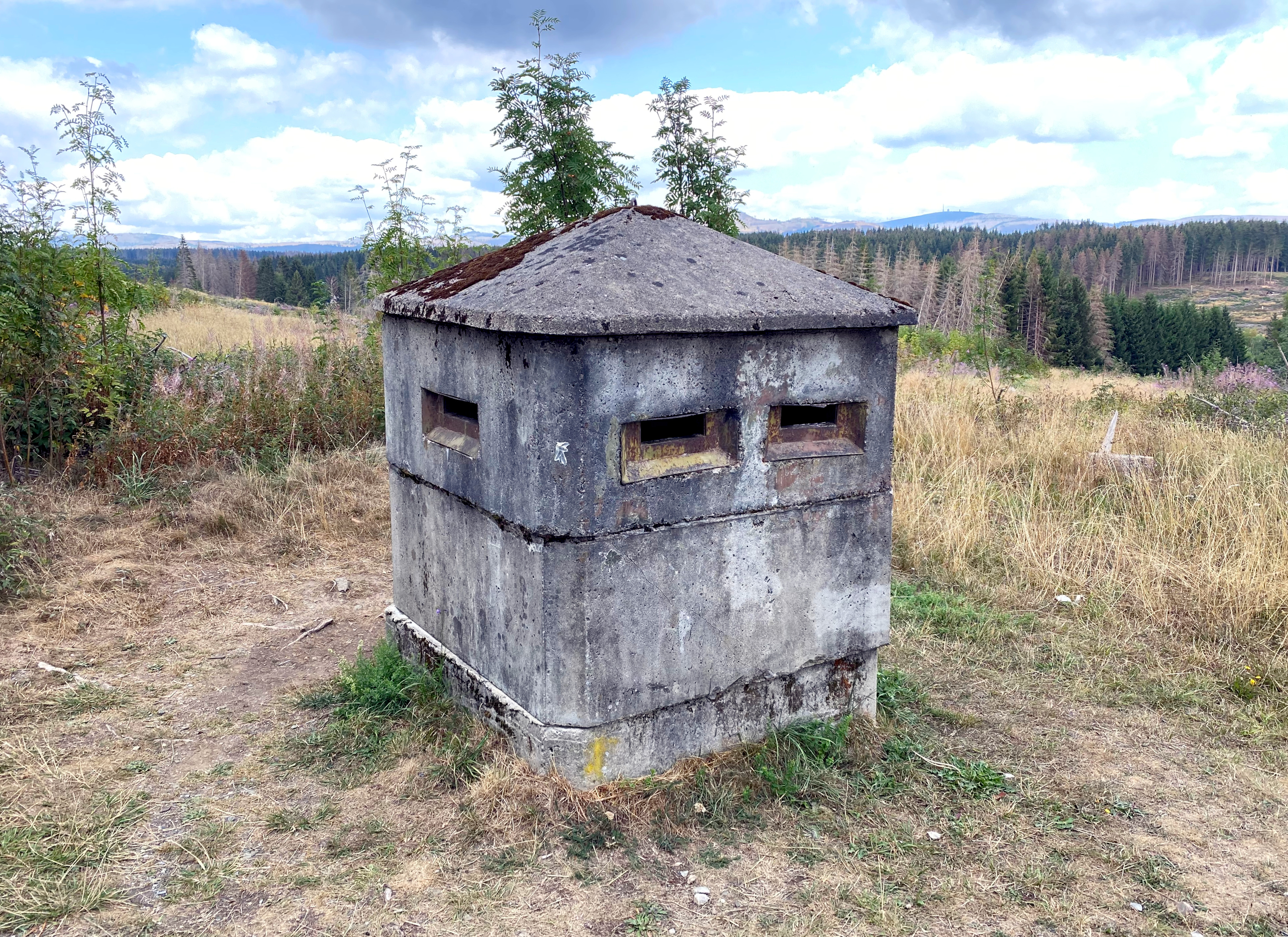
Uitkijkpost in collectie Grenzmuseum Sorge